# Poliolaïs à queue blanche
Poliolais lopezi
Genre
Espèce
Statut de conservation UICN

 NT  : Quasi menacé
Le Poliolaïs à queue blanche (Poliolais lopezi) est une espèce d'oiseaux de la famille des Cisticolidae, seule représentante du genre Poliolais.
Cet oiseau peuple le Grassland (Cameroun) et Bioko.